# Eberspächer
Eberspächer Gruppe, con sede a Esslingen am Neckar in Germania, è un'azienda privata con 80 sedi nel mondo in 30 paesi. I clienti sono le maggiori case automobilistiche del mondo. Produce sistemi di climatizzazione e di filtraggio dei gas di scarico.

## Storia
Jakob Eberspächer fonda la società nel 1865, specializzata nell'impermeabilizzazione di tetti di edifici. Nel 1914 la sede è già nella città di Esslingen.
Nel 1931 inizia la produzione di silenziatori per veicoli e nel 1933 quella di sistemi di riscaldamento per veicoli. Durante il secondo dopoguerra Eberspächer produce articoli civili di supporto come fornelli. Preriscaldatori per il Volkswagen Maggiolino vengono prodotti dal 1953. I filtri per il particolato dei gas di scarico vengono prodotti dal 1978.

## Prodotti

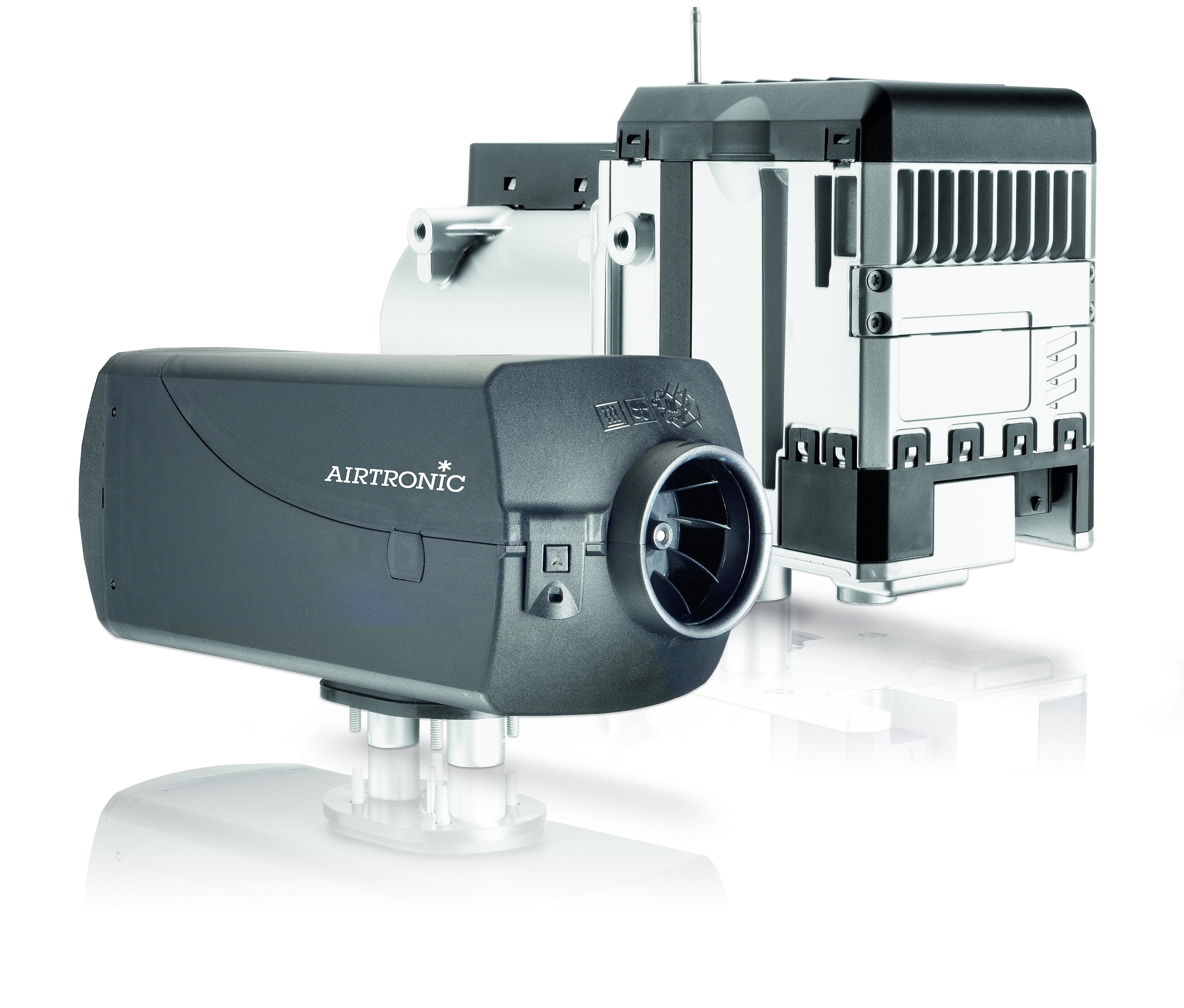
Eberspächer Airtronic D4 e Hydronic M, riscaldatore per cabina per veicoli commerciali

### Riscaldatori
- Parking Heater Systems (riscaldatore indipendente da 1 a 35 kW) per automobili, veicoli commerciali e veicoli in generale.
- Auxiliary Heaters per autoveicoli diesel o benzina, e ibridi.

### Riscaldatori elettrici
Eberspächer produce anche riscaldatori elettrici per motore ad alta tensione (500 V, 7 kW).

### Silenziatori
- Silenziatori
- Impianti di scarico, convertitori catalitici, filtri antiparticolato.[4][5][6]

### Aria condizionata
Eberspächer Sütrak produce sistemi di aria condizionata per veicoli commerciali tipo autobus.

### Automotive Controls
La divisione Automotive Controls produce svariati sistemi elettronici per il settore trasporti.